# Nikšić
Nikšić (srbsky Никшић, Nikšić) je s téměř 60 000 obyvateli druhé největší město Černé Hory, v západní části země pod vrcholem Trebjesa. Město je centrem stejnojmenné opštiny, která se svojí rozlohou 2 065 km² (čtyřikrát více než Praha) je největší na území státu. Tvoří cca 15 % jeho území.

## Přírodní poměry
Nikšić je vzdálen cca 50 km severně od Podgorici, 125 km jižně od Sarajeva a 50 km severovýchodně od města Herceg Novi v Boce Kotorské. Samotné město se nachází na tzv. Nikšićkém polji (největším krasovém poli v Černé Hoře), jehož souvislost narušují pouhé dva vrcholky, vystupující v samotném městě (jedním z nich je Trebjesa). Západně od města se nacházejí dvě umělá jezera – Slané jezero a Krupac. Jinak je ze všech stran město obklopené vápencovými skalami a krasovými formacemi. Protékají jím řeky Zeta a Gračanka. 

## Klimatické poměry
Podnebí je na hranici mezi středomořským a kontinentálním podnebím. Průměrná teplota se v Nikšići pohybuje od 1,3 °C v lednu do 21,1 °C v červenci. Zimy bývají velmi deštivé, zejména během měsíců listopadu a prosince. Sněží v průměru 19 dní. Sluneční svit zde je v průměru 2 245 hodin za rok. Léta jsou často horká a suchá. Převládají větry ze severu (24,4 %) a z jihu (21,7 %).

## Historie
Město založili ve 4. století Gótové jako Anagastum, ze kterého se později vyvinulo současné staré město Onogošt. Pozůstatky tohoto starého města jsou v současnosti kulturní a historickou památkou. Po roce 459 se stal ostrogótskou pevností pod názvem Anagastum. Po nějakou dobu byl později součástí Travunije.
V letech 1463–1878 bylo město součástí Osmanské říše pod jménem "Nişik". Během turecké nadvlády zde vzniklo opevnění. Turci také nechali postavit celkem čtyři mešity v Nikšići; první z nich nejspíše v závěru 17. století a další pak vznikly ve stoletím následujícím. Největší z nich bývá občas přirovnávána k Jašar-pašově mešitě v Prištině. Město navštívil také turecký cestovatel Evlija Čelebi, který zaznamenal tehdy většinu muslimského obyvatelstva, pravoslavné i katolíky. 
Na počátku 19. století, kdy oblast dnešního regionu Šumadija zasáhlo povstání i zde, došlo k rychlému potlačení prvních náznaků vzpoury pravoslavného (srbského) obyvatelstva tureckými silami. V roce 1807 se Petr I. Petrović-Njegoš pokoušel neúspěšně město obsadit, a to i za pomoci ruských dobrovolníků. 
V jejím závěru zde probíhaly ozbrojené boje během tzv. Hercegovského povstání, kdy turecké armáda dokonce i nějakou dobu obléhala město, pravoslavní vzbouřenci ji však dokázali i zde porazit.

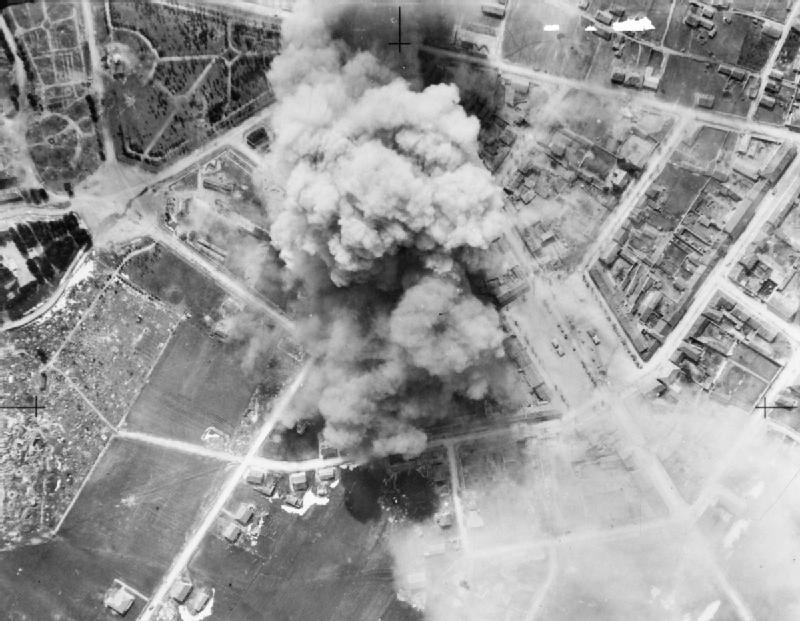
Bombardování města v roce 1944

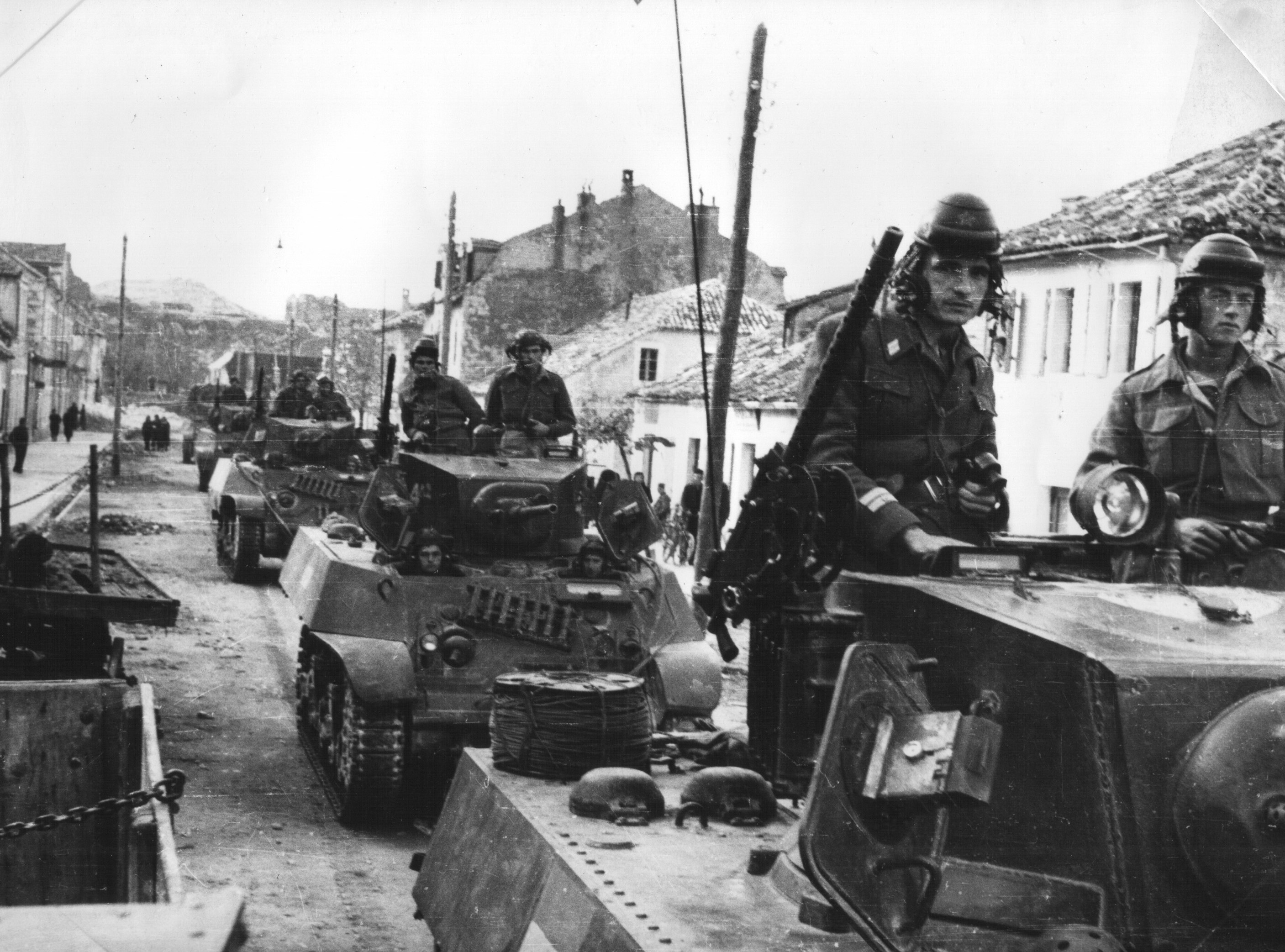
Příjezd partyzánských jednotek do města

Po mezinárodním uznání černohorské nezávislosti na Berlínském kongresu připadlo město Černohorskému knížectví. Následně se velká část muslimského obyvatelstva vystěhovala z města na území zmenšené Osmanské říše (391 ze 410 rodin).
Po osvobození města od turecké nadvlády začal postupně růst jeho počet obyvatel. Snahu přiblížit Černou Horu blíže západní Evropě dokazuje i příprava nového regulačního plánu, který vznikl v roce 1883. Síť ulic, která byla navržena, se nechala inspirovat ideálním barokně-renesančním městem. Tvorbou regulačního plánu byl pověřen inženýr Josip Slade z dnešního Chorvatska a část uliční sítě podle něj byla skutečně i zbudována. Z místního náměstí, které mezi Nikšićany je nazýváno jednoduše skver se rozbíhají ulice všemi směry. Slade také navrhl císařský most, který byl i postaven.
Na přelomu 19. a 20. století došlo k ekonomickému i společenskému vzestupu města. Byly vystavěny některé nové reprezentativní objekty, např. zámek krále Nikoly, Carův most, hlavní kostel). Bylo vybudováno současné hlavní náměstí a současné historické centrum města se strohými jednopatrovými budovami. V Nikšići byla založena první základní škola, první pěvecký sbor a začaly vycházet první noviny s názvem Nevesinje, později Onogošt. V roce 1900 byl položen základní kámen chrámu sv. Vasila Ostrožského ve středu města. Pivovar Trebjesa byl založen roku 1896.
Dne 23. prosince 1918, v předvečer spojení Černé Hory se Srbskem v Království Srbů, Chorvatů a Slovinců došlo k Nikšići k přestřelkám mezi jednotkami srbské armády a místními Zelenaši. V roce 1938 do Nikšiće přijel první vlak, a to po úzkorozchodné trati z bosenské Bileći. Na příjezd vlaku čekalo pět tisíc místních lidí a vlak kvůli špatnému stavu na nové trati během horkého počasí nabral zpoždění.
Město bylo během druhé světové války obsazeno italskými vojsky. Partyzánská povstání vypukla v okolí; okupační správa se pokoušela o represe prostřednictvím veřejných poprav partyzánů nebo jejich údajných spolupracovníků. Na začátku dubna 1944 byl Nikšić bombardován britským letectvem. Během náletů zemřelo dle různých zdrojů mezi dvěma až pěti sty lidí. Město bylo osvobozeno od fašismu dne 18. září 1944.
V roce 1948 sloužilo místní letiště pro tajnou operaci, v rámci které byla dodávána letadla přes území tehdejší Jugoslávie do nově vyhlášeného státu Izrael.
Po druhé světové válce bylo město industrializováno. Byla zde vybudována železárna, která nesla jméno Borise Kidriče a která zaměstnávala několik tisíc lidí. Několikrát ji navštívil také Josip Broz Tito. V roce 1948 sem byla zavedena zavedena železniční trať s normálním rozchodem kolejí z Podgorici. Její výstavba byla uskutečněna pomocí pracovních akcí mládeže (ORA) a o její realizaci vznikaly i písně. Počet obyvatel města se zvýšil desetinásobně. Roku 1960 byla na řece Perućici postavena vodní elektrárna, která zajistila kromě energie i stabilitu v průtoku vody a omezila povodně. V roce 1970 tvořil 70 % veškerého ekonomického výkonu města průmysl. V roce 1985 zmíněná železárna zaměstnávala přes 6500 osob. V druhé polovině 80. let v atmosféře horšící se ekonomické situace tehdejší Jugoslávie docházelo i zde k početným stávkám. Dělníci se bouřili proti rostoucím cenám (a tedy svým klesajícím mzdám). Jejich nespokojenost se později stala součástí tzv. Protibyrokratické revoluce, neboť demonstrace v rámci ní se konaly i v Nikšići.
V srpnu 1983 se ve městě konal šachový turnaj, kterého se s výjimkou tehdejšího mistra světa Anatolije Karpova zúčastnili i přední šachisté své doby. Vítězem byl tehdy Garry Kasparov.
Ekonomický útlum a rozpad Jugoslávie znamenal pro Nikšić hospodářskou katastrofu, neboť došlo k poklesu výroby v místních továrnách. V roce 1992 se zde měl uskutečnit mítink Srbské radikální strana, jehož pořádání nicméně překazila intervence černohorského ministerstva vnitra. Z ekonomického hlediska nicméně až teprve v první dekádě 21. století se některým firmám podařilo dosáhnout lepších hospodářských výsledků. Na rozdíl od řady horských letovisek nebo přímořských destinací není Nikšić tolik atraktivní z hlediska turistiky.
V roce 1993 zde došlo k nepokojům mezi většinovou pravoslavnou a menšinou muslimskou populací. Výsledkem nepokojů bylo zboření místní mešity.

## Obyvatelstvo
Demografické statistiky existují pouze pro opštinu Nikšić, která zahrnuje kromě rozsáhlého (a již zmíněného) území i úrodnou pláň s názvem "Župa". Její celkový počet obyvatel byl dle sčítání lidu z roku 2003 celkem 73 443 obyvatel a město Nikšić samotné tehdy mělo 56 970 lidí. Podle národnostního složení se tehdy 62,63 % obyvatel prihlásilo k černohorské národnosti, 26,27 % lidí k srbské národnosti, 6,92 % se nepřihlásilo k žádné a 3,72 % k dalším národnostem. 92,95 % obyvatel se identifikuje s pravoslavnými církvemi.

## Kultura
Nikšić je město s bohatým kulturním a historickým dědictvím, nachází se zde mnoho památek z Ilýrie a doby Římské. Mnoho dokumentů historických artefaktů je vystavěno v místním muzeu, které tvoří spolu s archivem a knihovnou, která je součástí Kulturního centra. Kromě Kulturního centra se ve městě nachází také místní divadlo, veřejné instituce regionu Zahumlje, a Centrum pro informační činnost. Vysílají TV Nikšić, Rádio Nikšić, TV Montena atd.

### Významné lokality
- Podzimní královský palác – neorenesanční palác, vystavěný v roce 1873 na rozkaz černohorského knížete a později krále Nikoly I. Petroviće-Njegoše jako podzimní rezidence členů královské rodiny; nyní je zde regionální muzeum (srbsky Zavičajni muzej) a knihovna. Palácová zahrada je volně přístupná, parkem odsud vede stezka k chrámu svatého Vasila Ostrožského;

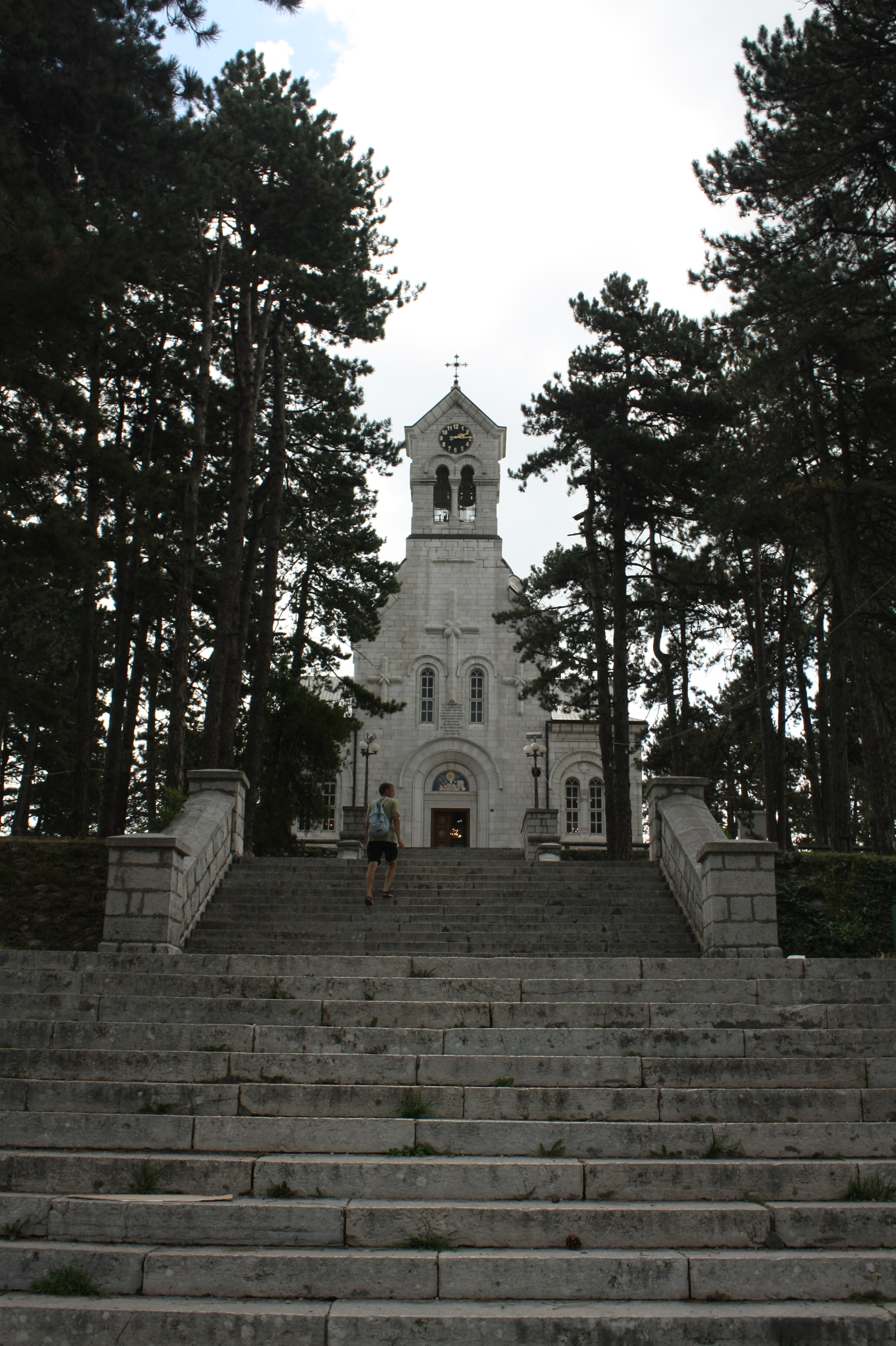
Chrám svatého Vasila Ostrožského

- Filozofická fakulta Černohorské univerzity;
- Chrám svatého Vasila Ostrožského – kostel černohorské pravoslavné církve;
- Náměstí krále Nikoly (Трг Краља Николе, Trg kralja Nikole) – historické centrum města. Prochází zde významná pěší zóna Njegoševa, celému náměstí dominuje socha knížete a krále Nikoly I. na koni;
- Hotel Onogošt – luxusní čtyřhvězdičkový hotel, vystavěný v roce 1995
- Vlakové nádraží (Жељезничка станица, Željeznička stanica) – nachází se na jihozápadním okraji města; vedou odsud přímé linky do Podgorice, na pobřeží i na sever země, ale také do Bělehradu a dalších měst
- Letiště Nikšić (Аеродром Никшић, Aerodrom Nikšić) – malé letiště z dob Jugoslávie s jednou travnatou vzletovou a přistávací dráhou, dlouhou 1200 m. Je centrem kaskadérských společností ve městě, ale přijímá jen malé vrtulové letouny;
- Památník padlých bojovníků – památník zastřelených partyzánů dokončený v roce 1987.[8]

V okolí města jsou tři jezera, Krupac, Slano a Liverovići, která jsou oblíbeným cílem výletů. Nápadný a zajímavý je rovněž zmíněný Císařský most (srbsky Carev most), který byl postaven roku 1894.

## Vzdělání
V Nikšići se nachází 11 mateřských, 24 základních a 4 střední školy. Dále je zde jedna hudební a umělecká škola, Filozofická fakulta a Fakulta sportu.

## Hospodářství
Nikšić je po Podgorice druhé největší průmyslové centrum Černé Hory.
Ve městě je výrazné zastoupen dřevařský průmysl a produkuje se zde jedna z nejznámějších značek piva bývalé Jugoslávie Nikšićko Pivo (první průmyslový podnik ve městě, který byl ustanoven na sklonku 19. století). Dalšími významnými závody jsou třeba Nikšićká železárna (Nikšićka Željezara), bauxitový důl (který se nachází nedaleko Nikšiće) a další. Nikšićské železárny byly založeny nedlouho poté, co jugoslávští komunisté převzali moc[zdroj?].Patřily k největším zaměstnavatelům v regionu. Byly však dlouhodobě velmi ztrátové (sám Josip Broz Tito při jejich návštěvě kladl důraz na jejich ziskovost) a staly se symbolem problematického ekonomického plánování socialistické Jugoslávie.
V Nikšići má sídlo černohorská národní energetická společnost Elektroprivreda Crne Gore.
Tyto velké průmyslové podniky se usilovně snaží přežít rozpad socialistického hospodářství a od té doby také zažily větší ekonomický růst. Proces privatizace už u těchto firem proběhl nebo stále probíhá.

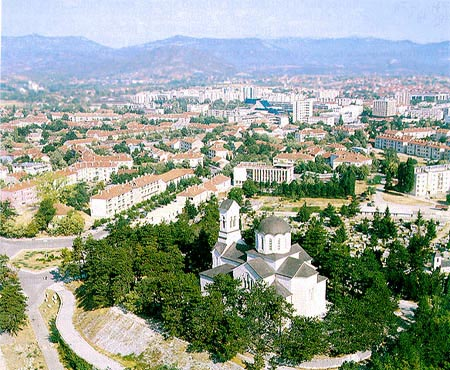
Panoráma města

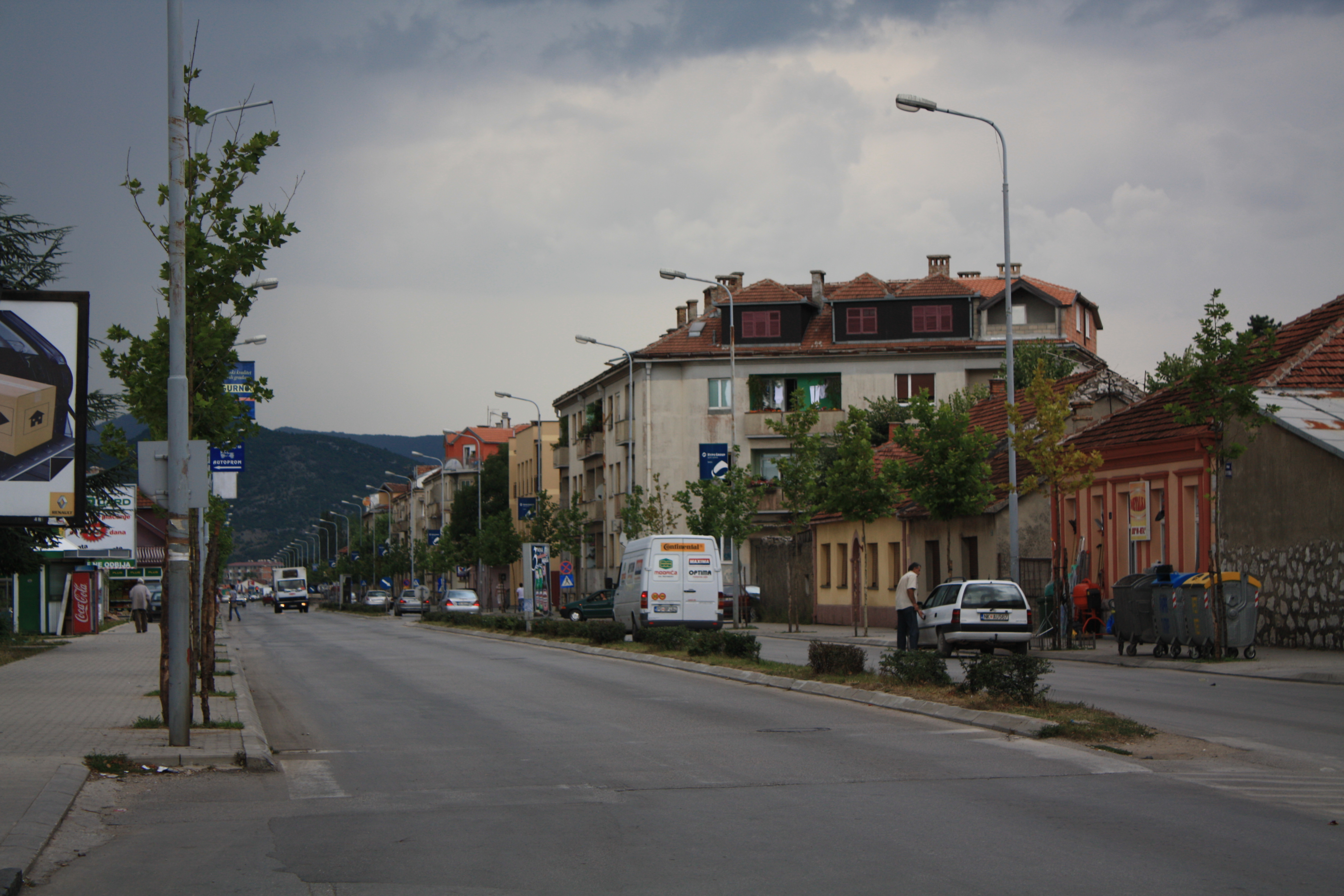
Ulice v centru města

## Doprava
Město spojuje se zbytkem Černé Hory především silnice E762. Nikšić je také hlavní křižovatkou cest směrem do Bosny a Hercegoviny. Je možné se dostat do Foče na sever a do Trebinje na jihovýchod. Je zde také cesta do Risanu v Boce Kotorské. Město má dále spojení do Žabljaku a Šavniku.
Nikšić má železniční spojení pouze do černohorské metropole Podgorica. Jednokolejná elektrizovaná trať byla modernizována v první polovině druhé dekády 21. století. úzkorozchodná trať směrem do Bosny a Hercegoviny není v provozu od roku 1965.
Nikšićské letiště je pro komerční lety uzavřené, slouží většinou jen pro sportovní létání. Mezinárodní letiště Golubovci v Podgorice je vzdálené asi 70 km a vede pravidelné lety do Bělehradu, Sarajeva, Budapešti, Curychu, Frankfurtu, Lublaně, Paříže, Říma, Vidně, Istanbulu, Dubrovníku, Bruselu, Kodaně, Mnichova, Záhřebu, Moskvy, Londýna a dalších lokalit. V blízkosti Nikšiće se nachází i malé letiště Kapino Polje, známé dříve neformálně jako Letiště Alabama.

## Sport
Městským fotbalovým týmem je FK Sutjeska Nikšić, domovským stadionem klubu je Stadion kraj Bistrice. Tým hrál v době existence Jugoslávie v první lize a hraje i v první černohorské lize. Dalším fotbalovým týmem je FK Čelik (název odkazuje na místní železárnu). Populární jsou také box a judo, místní judisté dosahovali i úspěchů v mezinárodních soutěžích. Místní basketbalový tým KK Sutjeska Nikšić vyhrál v první basketbalové černohorské lize v roce 2013.
Kromě již zmíněného fotbalového stadionu se zde nachází i Nikšićské sportovní centrum, které zahrnuje krytou halu s kapacitou až 3000 diváků.

## Rodáci
- Dragomir Bečanović (* 1965), černohorský judista
- Milo Đukanović (* 15. února 1962) – politik, v roce 2006, 2008–2010 a 2012–2016 premiér Republiky Černá Hora, od roku 2018 prezident Republiky Černá Hora.
- Zdravko Krivokapič (* 1958) – pedagog a politik, od roku 2020 premiér Republiky Černá Hora.
- Vojin Lazarević (* 1942), fotbalista
- Željko Petrović (* 1965), jugoslávský fotbalista
- Željko Šturanović (1960–2014), černohorský politik
- Mirko Vučinić (* 1983), fotbalista
- Ivan Bakrač (* 1987), scenárista a filmový režisér
- Ivan Bošković (* 1982), fotbalista
- Sanja Damjanović (* 1972), fyzik a ministr Černé Hory
- Andrija Delibašić (1981–2025), fotbalista
- Zdravko Drinčić (* 1972), černohorský fotbalista
- Milorad Gajović (* 1974), černohorský boxer
- Đurđina Jauković (* 1997), házenkářka
- Bojan Kosić (* 1990), lyžař
- Spasoje Krunić (1939–2020), srbský architekt a politik (SPO)
- Alen Muratović (* 1979), hráč házené
- Ivan Nikčević (* 1981), srbský házenkář
- Goran Nikolić (* 1976), černohorský basketbalista
- Stefan Nikolić (* 1990), fotbalista
- Milorad Peković (* 1977), fotbalista
- Vukan Perović, fotbalista
- Desanka Pešut (1941–2021), jugoslávská sportovní střelkyně
- Vukašin Poleksić (* 1982), fotbalista
- Silvija Popović (* 1986), srbský volejbalista
- Petar Škuletić (* 1990), srbský fotbalista
- Rajko Vujadinović (* 1956), jugoslávský fotbalista
- Branko Vujović (* 1998), házenkář
- Goran Yeretin (* 1979), basketbalista
- Miljan Zeković, fotbalista
- Milorad Žižić, boxer

## Partnerská města
- Foča, Republika srbská, Bosna a Hercegovina
- Trebinje, Republika srbská, Bosna a Hercegovina
- Tuzla, Republika srbská, Bosna a Hercegovina
- Bileća, Republika srbská, Bosna a Hercegovina
- Jajce, Republika srbská, Bosna a Hercegovina
- Kumanovo, Severní Makedonie
- Valjevo, Srbsko
- Lazarevac, Srbsko
- Arilje, Srbsko